# Bernard ter Haar

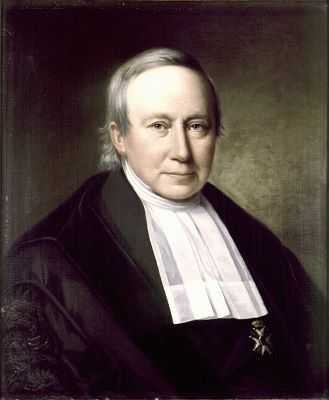
Bernard ter Haar, porträtt från 1880.

Bernard ter Haar, född 13 juni 1806 i Amsterdam, död 19 november 1880 i Velp, Gelderland, var en nederländsk teolog och skald.
Ter Haar var 1854–1875 professor i kyrkohistoria vid universitetet i Utrecht. Han skrev lyrik och versnoveller (Johannes en Theagenes, 1838, Huibert en Klaartje, 1843) samt kyrkohistoriska arbeten. Komplete Gedichten i tre band utkom 1878. 